# Backslide
Backslide ist eine 1998 in Freiburg im Breisgau gegründete Punkband.

## Bandgeschichte
Backslide pflegten in ihrer Frühphase ein radikales Streetpunk-Image, das sich sowohl im Outfit als auch in dem teilweise provokanten Auftreten der Band sowie in den oft gesellschaftskritischen und aggressiven Textbotschaften äußerte. Bereits ein Jahr nach der 1999 erschienenen Demo-CD Oi! Fuck and Destroy wurde eine gleichnamige 7"-EP auf dem österreichischen Label DSS Records veröffentlicht.
Das Debütalbum Join the Backslide Youth, welches von Toxoplasma-Sänger Wally Walldorf produziert und 2001 bei dem Duisburger Label Plastic Bomb Records veröffentlicht wurde, fand schnell Beachtung sowohl in der damaligen Punk- als auch in der Skinhead-Szene und verkaufte sich dementsprechend gut. Der darauf enthaltene Openersong Teenage Riot erreichte später Platz 1 der Lesercharts eines populären deutschen Punk-Fanzines. Weitere Songs des 2003 erschienenen zweiten Albums Terror Age (Social Bomb Records/Cargo Records) wurden in der folgenden Zeit auch im europäischen Ausland sowie in den USA und Südostasien veröffentlicht. Auch hier produzierte wieder Walldorf.
In Bezug auf Konzerte machten sich Backslide in ihrer Heimatstadt von Anfang an eher rar und traten wesentlich öfter außerhalb von Freiburg live auf. Sie spielten unter anderem 2002 ihre erste Deutschlandtour gemeinsam mit der Nürnberger Punkband Rejected Youth, traten mehrmals auf dem Force-Attack-Festival in Rostock auf und spielten als Vorgruppe der schottischen Punkband The Exploited 2003 auf deren Europa-Tournee.
Ab 2005 konzentrierten sich Backslide auf die Arbeit an einem neuen Studioalbum. Ein krankheitsbedingter Rückschlag innerhalb der Band verzögerte die Produktion jedoch erheblich und die Fertigstellung sollte erst Jahre später erfolgen. 2012 kehrten Backslide mit neuen Songs im Gepäck zurück auf die Bühne und präsentieren seither einen Musikstil, der sich zwischen Post-Punk und Sleaze Rock bewegt. Am 3. Mai 2013 veröffentlichten Backslide ihr drittes Studioalbum mit dem Titel A Dark and Blackened Night auf dem deutschen Label Concrete Jungle Records. Produziert wurde das Album von Philipp Rauenbusch (ex-Reamonn), Toningenieur war Christoph Brandes (Common Grave, Dimorph).
Marsen Angler löste 2004 Originalmitglied Jojo (Tora Bora) ab und ist seither mit Freddy Marrone am Gesang und an der Gitarre. Marsen war neben Backslide auch Frontmann der international erfolgreichen Metal-Band Fear My Thoughts, ist Gründungsmitglied der Progrocker Pigeon Toe sowie Sänger bei Long Distance Calling. Dominik Soundso, der 2008 die Nachfolge des früheren Bassisten Gab antrat, spielte zuvor u. a. in der Freiburger Punkcombo Virage Dangereux und betreibt aktuell ein Bandprojekt namens Prisoners of Freedom. Flo Lupus spielte bis zu deren Auflösung 2005 bei Liquid Laughter Schlagzeug.

## Diskografie
- 2000: Oi! Fuck and Destroy (7" Vinyl EP, DSS Records / Cargo Rec)
- 2001: Join the Backslide Youth!! (LP/CD, Plastic Bomb Records / EFA)
- 2003: Terror Age (LP/CD, Social Bomb Records / Cargo Rec)
- 2013: A Dark and Blackened Night (CD/Download, Concrete Jungle Records)